# Volley-ball assis aux Jeux paralympiques d'été de 2020
Navigation
Rio de Janeiro 2016 Paris 2024
Les compétitions de volley-ball assis des Jeux paralympiques d'été de 2020 organisés à Tokyo, qui devaient se dérouler au Makuhari Messe de Tokyodu 28 août 2020 au 6 septembre 2020 ont été reportées en 2021.

## Tournoi masculin

### Qualifications
| Compétition                                             | Date                   | Lieu      | Places | Qualifiés               |
| ------------------------------------------------------- | ---------------------- | --------- | ------ | ----------------------- |
| Pays hôte                                               | Pays hôte              | Pays hôte | 1      | Japon                   |
| Championnat du monde de ParaVolley 2018                 | 15 - 22 juillet 2018   | La Haye   | 2      | Bosnie-Herzégovine Iran |
| Championnat de la zone Asie/Océanie de ParaVolley 2019, | 10 - 15 juin 2019      | Bangkok   | 1      | Chine                   |
| Championnat d'Europe de ParaVolley 2019,                | 15 - 20 juillet 2019   | Budapest  | 1      | Russie                  |
| Jeux parapanaméricains 2019                             | 23 - 28 août 2019      | Lima      | 1      | Brésil                  |
| Championnat d'Afrique de ParaVolley 2019                | 19 - 22 septembre 2019 | Kigali    | 1      | Égypte                  |
| Tournoi de qualification paralympique                   | 16 - 5 juin 2021       | Duisbourg | 1      | Allemagne               |

### Premier tour

#### Groupe A
| # | Équipe             | Pts | J | G | Gt | Pt | P | Sp | Sc | Ratio | Pp  | Pc  | Ratio |
| 1 | RPC                | 9   | 3 | 3 | 0  | 0  | 0 | 9  | 0  | MAX   | 225 | 151 | 1.49  |
| 2 | Bosnie-Herzégovine | 6   | 3 | 2 | 0  | 0  | 1 | 6  | 3  | 2     | 205 | 176 | 1.165 |
| 3 | Égypte             | 3   | 3 | 1 | 0  | 0  | 2 | 3  | 6  | 0.5   | 193 | 174 | 1.109 |
| 4 | Japon              | 0   | 3 | 0 | 0  | 0  | 3 | 0  | 9  | 0     | 103 | 225 | 0.458 |

#### Groupe B
| # | Équipe    | Pts | J | G | Gt | Pt | P | Sp | Sc | Ratio | Pp  | Pc  | Ratio |
| 1 | Iran      | 9   | 3 | 3 | 0  | 0  | 0 | 9  | 0  | MAX   | 225 | 177 | 1.271 |
| 2 | Brésil    | 3   | 3 | 1 | 0  | 0  | 2 | 4  | 7  | 0.571 | 253 | 258 | 0.981 |
| 3 | Allemagne | 3   | 3 | 1 | 0  | 0  | 2 | 4  | 7  | 0.571 | 247 | 258 | 0.957 |
| 4 | Chine     | 3   | 3 | 1 | 0  | 0  | 2 | 4  | 7  | 0.571 | 241 | 273 | 0.883 |

### Phase finale

#### Tableau final
|  | Demi-finales       | Demi-finales |                        |   | Finale      | Finale      |
|  | Demi-finales       | Demi-finales |                        |   | Finale      | Finale      |
|  |                    |              |                        |   |             |             |
|  | 2 septembre        | 2 septembre  |                        |   | 4 septembre | 4 septembre |
|  | 2 septembre        | 2 septembre  |                        |   | 4 septembre | 4 septembre |
|  | RPC                | 3            |                        |   | 4 septembre | 4 septembre |
|  | RPC                | 3            |                        |   | 4 septembre | 4 septembre |
|  | Brésil             | 1            |                        |   | 4 septembre | 4 septembre |
|  | Brésil             | 1            | RPC                    | 1 |             |             |
|  | 2 septembre        |              | RPC                    | 1 |             |             |
|  |                    | Iran         | 3                      |   |             |             |
|  | Iran               | Iran         | 3                      | 3 |             |             |
|  | Iran               |              |                        | 3 |             |             |
|  | Bosnie-Herzégovine | 0            |                        |   |             |             |
|  | Bosnie-Herzégovine | 0            | Match pour la 3e place |   |             |             |
|  |                    |              |                        |   |             |             |
|  | 4 septembre        |              |                        |   |             |             |
|  |                    |              |                        |   |             |             |
|  | Brésil             | 1            |                        |   |             |             |
|  | Brésil             | 1            |                        |   |             |             |
|  | Bosnie-Herzégovine | 3            |                        |   |             |             |
|  | Bosnie-Herzégovine | 3            |                        |   |             |             |

|  | 5e place    |   |
|  |             |   |
|  | 2 septembre |   |
|  |             |   |
|  | Égypte      | 3 |
|  | Égypte      | 3 |
|  | Allemagne   | 2 |
|  | Allemagne   | 2 |

|  | 7e place    |   |
|  |             |   |
|  | 2 septembre |   |
|  |             |   |
|  | Japon       | 0 |
|  | Japon       | 0 |
|  | Chine       | 3 |
|  | Chine       | 3 |

#### Détails des matchs
7e place
5e place
1/2 finales
3e place
Finale

## Tournoi féminin

### Qualifications
| Compétition                                             | Date                   | Lieu      | Places | Qualifiés         |
| ------------------------------------------------------- | ---------------------- | --------- | ------ | ----------------- |
| Pays hôte                                               | Pays hôte              | Pays hôte | 1      | Japon             |
| Championnat du monde de ParaVolley 2018                 | 15 - 22 juillet 2018   | La Haye   | 2      | Russie États-Unis |
| Championnat de la zone Asie/Océanie de ParaVolley 2019, | 10 - 15 juin 2019      | Bangkok   | 1      | Chine             |
| Championnat d'Europe de ParaVolley 2019,                | 15 - 20 juillet 2019   | Budapest  | 1      | Italie            |
| Jeux parapanaméricains 2019                             | 23 - 28 août 2019      | Lima      | 1      | Brésil            |
| Championnat d'Afrique de ParaVolley 2019                | 15 - 17 septembre 2019 | Kigali    | 1      | Rwanda            |
| Tournoi de qualification paralympique                   | 25 - 29 février 2020   | Halifax   | 1      | Canada            |

### Premier tour

#### Groupe A
| # | Équipe | Pts | J | G | Gt | Pt | P | Sp | Sc | Ratio | Pp  | Pc  | Ratio |
| 1 | Brésil | 8   | 3 | 2 | 1  | 0  | 0 | 9  | 3  | 3     | 289 | 237 | 1.219 |
| 2 | Canada | 7   | 3 | 2 | 0  | 1  | 0 | 8  | 4  | 2     | 278 | 243 | 1.144 |
| 3 | Italie | 3   | 3 | 1 | 0  | 0  | 2 | 5  | 6  | 0.833 | 227 | 232 | 0.978 |
| 4 | Japon  | 0   | 3 | 0 | 0  | 0  | 3 | 0  | 9  | 0     | 143 | 225 | 0.636 |

#### Groupe B
| # | Équipe     | Pts | J | G | Gt | Pt | P | Sp | Sc | Ratio | Pp  | Pc  | Ratio |
| 1 | Chine      | 9   | 3 | 3 | 0  | 0  | 0 | 9  | 0  | MAX   | 226 | 137 | 1.65  |
| 2 | États-Unis | 6   | 3 | 2 | 0  | 0  | 1 | 6  | 3  | 2     | 213 | 162 | 1.315 |
| 3 | RPC        | 3   | 3 | 1 | 0  | 0  | 2 | 3  | 6  | 0.5   | 181 | 180 | 1.006 |
| 4 | Rwanda     | 0   | 3 | 0 | 0  | 0  | 3 | 0  | 9  | 0     | 85  | 225 | 0.378 |

### Phase finale

#### Tableau final
|  | Demi-finales | Demi-finales |                        |   | Finale      | Finale      |
|  | Demi-finales | Demi-finales |                        |   | Finale      | Finale      |
|  |              |              |                        |   |             |             |
|  | 3 septembre  | 3 septembre  |                        |   | 5 septembre | 5 septembre |
|  | 3 septembre  | 3 septembre  |                        |   | 5 septembre | 5 septembre |
|  | Brésil       | 0            |                        |   | 5 septembre | 5 septembre |
|  | Brésil       | 0            |                        |   | 5 septembre | 5 septembre |
|  | États-Unis   | 3            |                        |   | 5 septembre | 5 septembre |
|  | États-Unis   | 3            | États-Unis             | 3 |             |             |
|  | 3 septembre  |              | États-Unis             | 3 |             |             |
|  |              | Chine        | 1                      |   |             |             |
|  | Chine        | Chine        | 1                      | 3 |             |             |
|  | Chine        |              |                        | 3 |             |             |
|  | Canada       | 0            |                        |   |             |             |
|  | Canada       | 0            | Match pour la 3e place |   |             |             |
|  |              |              |                        |   |             |             |
|  | 4 septembre  |              |                        |   |             |             |
|  |              |              |                        |   |             |             |
|  | Brésil       | 3            |                        |   |             |             |
|  | Brésil       | 3            |                        |   |             |             |
|  | Canada       | 1            |                        |   |             |             |
|  | Canada       | 1            |                        |   |             |             |

#### Détails des matchs
7e place
5e place
1/2 finales
3e place
Finale

## Résultats

### Podiums
| Épreuves         | Or | Argent | Bronze |
| ---------------- | --- | --- | --- |
| Tournoi masculin | Iran Mehrzad Mehravan Morteza Mehrzadselakjani Meisam Ali Pour Davoud Alipourian Morteza Ramezani Gerakoei Seyed Hosseini Jed Sadegh Bigdeli Majid Lashkarisanami Hossein Golestani Mohammad Nemati Ramezan Salehihajikolaei Mahdi Babadi | RPC Sergei Pozdeev Viktor Milenin Vladimir Pankratov Aleksei Volkov Evgenii Volosnikov Andrei Lavrinovich Aleksandr Baichik Anatolii Krupin Aleksandr Savichev Denis Shestakov Aleksandr Reznichenko Ilnar Zinnatullin | Belize Ismet Godinjak Adnan Manko Stevan Crnobrnja Asim Medic Mirzet Duran Nizam Cancar Dzevad Hamzic Jasmin Brkic Safet Alibasic Sabahudin Delalic Ermin Jusufovic |
| Tournoi féminin  | États-Unis Lora Webster Bethany Zummo Alexis Shifflett Kathryn Holloway Heather Erickson Monique Matthews Whitney Dosty Jillian Williams Emma Schieck Nichole Millage Kaleo Maclay Annie Flood                                            | Chine Tang Xuemei Lyu Hongqin Wang Li Hu Huizi Gong Bin Wang Yanan Gao Wenwen Zhang Xufei Xu Yixiao Zhang Lijun Qiu Junfei Zhao Meiling                                                                                | Brésil Ana Luisa Aparecida de Souza Soares Edwarda de Oliveira Dias Gizele Maria da Costa Dias Adria Jesus da Silva Pamela Pereira Nathalie Filomena de Lima Silva Luiza Guisso Fiorese Jani Freitas Batista Bruna Nascimento Lima Nurya de Almeida Silva Laiana Rodrigues Batista Camila Leiria de Castro |

### Tableau des médailles
| Rang  | Nation | Or | Argent | Bronze | Total |
| Total | Total  | 2  | 2      | 2      | 6     |
| ----- | ------ | -- | ------ | ------ | ----- |